# Consenso scientifico
Il consenso scientifico è il giudizio, la posizione e l'opinione collettiva della comunità scientifica in un particolare campo della scienza in un particolare istante. Il consenso scientifico non è, di per sé, una prova scientifica, e non è parte del metodo scientifico; ad ogni modo, il merito del consenso può essere basato sia sulle prove che sul metodo scientifico.

## Descrizione
Il consenso è raggiunto normalmente attraverso la comunicazione tramite conferenze, pubblicazioni e revisioni paritarie. Questo porta ad una situazione in cui è possibile riconoscere il consenso all'interno di una disciplina quando esiste, ma in cui può essere difficile comunicarlo all'esterno; talvolta gli istituti scientifici formulano delle dichiarazioni in cui comunicano un riassunto della scienza dall'"interno" per l'"esterno". Il consenso scientifico viene utilizzato in dibattici politici o popolari su questioni che sono controverse nella sfera pubblica ma non all'interno della comunità scientifica, come nel caso dell'evoluzione o del cambiamento climatico.

### Assenza di dubbi sostanziali
Nella sua accezione più forte, il consenso scientifico implica che su una data questione gli scienziati di un dato campo della scienza hanno raggiunto un accordo su un'opinione senza dubbi sostanziali, attraverso un processo di sperimentazione e revisione paritaria, caratteristico del metodo scientifico.
Ad esempio, in fisica esiste un consenso scientifico sulla relatività generale e sulla meccanica quantistica; la relatività speciale e la meccanica quantistica sono unificate all'interno della teoria quantistica dei campi (QFT). Esiste un consenso scientifico che la QFT sia una descrizione molto utile, ma non che sia una teoria definitiva, in quanto, ad esempio, non include la gravità. La relatività generale e la meccanica quantistica possono essere unificate nella teoria delle superstringhe, ma non c'è consenso scientifico sulla possibilità che questa teoria unificatrice sia una descrizione corretta della realtà.

## Sociologia della scienza
Esistono molte teorie epistemologiche su come il consenso scientifico cambi nel tempo. Poiché la storia del cambiamento scientifico è estremamente complessa, e poiché c'è una tendenza a proiettare vincitori e vinti del passato in relazione al consenso scientifico attuale, è molto difficile elaborare modelli accurati e rigorosi del cambiamento scientifico.
Questa difficoltà è ulteriormente accentuata dal fatto che ogni ramo della scienza funziona in modi leggermente diversi, con differenti forme di evidenza e approcci sperimentali.
La maggior parte dei modelli di cambiamento scientifico si basa su nuovi dati prodotti dagli esperimenti scientifici. Karl Popper propose che, poiché nessuna quantità di esperimenti può mai provare una teoria scientifica, ma un solo esperimento può falsificarla, la scienza dovrebbe basarsi sulla falsificabilità.
Uno dei critici più influenti di questo approccio fu W. Quine che, rifacendosi ad alcune idee precedenti di Pierre Duhem di inizio '900, sostenne la tesi che non è possibile falsificare una teoria in maniera non ambigua, perché in ogni verifica sperimentale di una teoria sono sempre implicite ulteriori assunzioni, frequentemente nemmeno esplicitate, per cui ciò che può essere falsificato è solo la totalità formata dalla teoria stessa insieme a queste "ipotesi ausiliarie".
Sebbene la teoria di Popper sia logicamente coerente è in un certo senso "atemporale" e non riflette necessariamente una visione su come la scienza progredisca nel tempo. Thomas Kuhn sostenne che i dati sperimentali forniscono sempre anche informazioni che non si adattano completamente a una teoria, e che la falsificazione da sola non comporta automaticamente un cambiamento scientifico né mina il consenso esistente. Kuhn propose che il consenso scientifico funzionasse attraverso "paradigmi", cioè insiemi interconnessi di teorie e assunzioni di base sulla natura della teoria stessa, che univano vari ricercatori in un determinato campo. Secondo Kuhn, solo dopo l'accumulo di numerose "anomalie significative", il consenso scientifico entrerebbe in una fase di "crisi". A quel punto si cercherebbero nuove teorie e, infine, un nuovo paradigma soppiantava il precedente – una serie di "salti" di paradigma, piuttosto che un progresso lineare verso la verità. Il modello di Kuhn enfatizza anche gli aspetti sociali e personali del cambiamento teorico, mostrando, attraverso esempi storici, che il consenso scientifico non è mai stato una questione di pura logica o di meri fatti.
Tuttavia, queste fasi di "scienza normale" e "scienza in crisi" non sono necessariamente mutualmente esclusive. Le ricerche dimostrano che si tratta più di diverse modalità di pratica scientifica che di periodi storici distinti.